# Moleson Creek
Moleson Creek je osada v guyanském regionu East Berbice-Corentyne při řece Courantyne. Nachází se 10 km od osady Orealla a asi 90 km od New Amsterdamu. Od roku 1998 spojuje trajekt CANAWAIMA Moleson Creek se Surinamem. Je to jediný legální spoj mezi těmito dvěma státy.